# 梁璽
梁璽（15世紀—16世紀），字朝用，山東東昌府聊城縣人，明朝政治人物。

## 生平
梁璽是成化十九年（1483年）的舉人，二十年（1484年）聯捷進士，獲授南京戶部主事，負責督運鳳陽軍儲，嚴厲查核隱漏，豐年時不貪分毫多餘糧儲，事成後軍民上書請求留任，不久陞吏部考功司員外郎，但因母親逝世回鄉，在家去世。

## 家族
祖父永樂十二年舉人、無為州同知梁棟，父驛丞梁能，子弘治十七年舉人、新城知縣、贈戶部員外郎梁相，孫梁承祖、梁承宗、隆慶二年進士、陝西按察司副使梁承學，曾孫萬曆七年舉人梁衍祚、諸生梁衍胤、梁衍光、梁衍烈、梁衍禎。

## 引用
1. 1 2  宣統《聊城縣志·卷八·人物志》：梁璽，字朝用，棟孫，早歲博綜善屬文，成化二十年進士，授南京戶部主事，督中都軍儲，嚴覈漏隱，歲饒奇贏，粒米不以自潤，事竣當代，軍民上書請留，尋擢吏部考功司員外郎，未任丁內艱歸，卒於家，子相宏治十七年舉人……
2. ↑  宣統《聊城縣志·卷七·選舉志》：進士……成化二十年 甲辰 梁璽 員外，有傳……舉人……成化十九年 癸卯 梁璽 見進士
3. ↑  龚延明主编. . 宁波: 宁波出版社. 2016. ISBN 978-7-5526-2320-8. 《天一閣藏明代科舉錄選刊.登科錄》之《隆慶二年戊辰科登科錄》